# Kōgen Tennō
Kōgen Tennō (孝元天皇?) fue el 8.º emperador de Japón según el orden tradicional de sucesión. No existen datos claros sobre él y es conocido por los historiadores como un "Emperador legendario".

## Genealogía
Por la poca información existente, Kōgen Tennō parece ser una leyenda. El Kojiki menciona sólo su nombre y su genealogía. Según el Nihonshoki, Kōgen Tennō es el 7.º de ocho monarcas indocumentados (欠史八代 Kesshi-hachidai?).

## Acontecimientos
La ausencia de información sobre Kōgen Tennō no implica que tal persona no haya existido jamás.  Hay muy poca información disponible para el estudio antes del reinado de Kimmei Tennō.

### Nombre póstumo
Su nombre póstumo fue establecido muchos siglos después de su fallecimiento.
El sitio real de su tumba se desconoce.  Este emperador posee un santuario sintoísta monumento (misasagi) en Nara.

## Referencias

El emblema de la flor de crisantemo es el símbolo (mon) del Emperador de Japón.